# 欲望のバージニア
『欲望のバージニア』（よくぼうのバージニア、原題: Lawless）は、ジョン・ヒルコート監督による2012年のアメリカ合衆国のクライム・ドラマ映画である。脚本はニック・ケイヴであり、マット・ボンデュラントの小説『欲望のバージニア』（2008年）を原作としている。出演はシャイア・ラブーフ、トム・ハーディ、ゲイリー・オールドマン、ミア・ワシコウスカ、ジェシカ・チャステイン、ジェイソン・クラーク、ガイ・ピアースらである。 アメリカ禁酒法時代にバージニア州フランクリン郡で密造酒を売るボンデュラント兄弟が描かれる。第65回カンヌ国際映画祭でプレミア上映された後、2012年8月29日にアメリカ合衆国で劇場公開された。

## キャスト
※括弧内は日本語吹き替え
- ジャック・ボンデュラント - シャイア・ラブーフ（小松史法）

三兄弟の末っ子。優れた兄たちにコンプレックスを抱く。
- フォレスト・ボンデュラント - トム・ハーディ（宮内敦士）

三兄弟の次男。寡黙で無骨。喧嘩が強い。スペイン風邪で両親を亡くしている。
- ハワード・ボンデュラント - ジェイソン・クラーク（白熊寛嗣）

三兄弟の長男。弟思いだが酒癖が悪く、暴れることもある。
- チャーリー・レイクス - ガイ・ピアース（宮本充）

特別補佐官。シカゴからフランクリンにやってきた。フランクリンの住民たちを見下している。
- マギー・ボーフォード - ジェシカ・チャステイン（佐古真弓）

シカゴのクラブで踊り子をしていた女性。街に嫌気がさしてフランクリンにやってきた。
- バーサ・ミニクス - ミア・ワシコウスカ（安藤瞳）

牧師の娘。真面目な性格。ジャックが思いを寄せる女性で彼女もジャックに絆される。
- クリケット・ペイト - デイン・デハーン（山崎健太郎）

ジャックの友人。車を修理したりなど手先が器用。
- ダニー - クリス・マクギャリー (田尻浩章)
- フロイド・バナー - ゲイリー・オールドマン（辻親八）

ギャングのボス。殺人罪で指名手配されている。
- ヘンリー・アブシャイア - リュー・テンプル（烏丸祐一）

保安官補。
- ガミー・ウォルシュ - ノア・テイラー

## 製作
作家のマット・ボンデュラントは、禁酒法時代に密造をしていた祖父と大叔父たちの話を基にした歴史小説『欲望のバージニア』を執筆した。2008年にプロデューサーのルーシー・フィッシャーとダグラス・ウィックとオプション契約を交わし、映画監督のジョン・ヒルコートに本が送られた。
最初にキャスティングされたのはシャイア・ラブーフであり、ボンデュラント兄弟の末っ子のジャック役であった。ハワード役にはジェームズ・フランコ、フォレスト役にライアン・ゴズリング、さらにエイミー・アダムスとスカーレット・ヨハンソンがプロジェクトに参加していた。当初は『The Wettest County in The World』という題であったが後に『The Promised Land』に変更された。撮影開始は2010年2月を予定していたが、直前の1月、資金難によりプロジェクトが頓挫しかかっていることが報じられた。その後前述の俳優陣の中でプロジェクトにはラブーフのみが残留した。ラブーフは映画『ブロンソン』（2008年）を観賞した後、トム・ハーディに脚本を送った。撮影監督のブノワ・ドゥロームはヒルコート監督にジェシカ・チャステインを推薦した。ハーディとチャステインの参加は2010年12月に報じられ、プロジェクトはベナローヤ・ピクチャーズのマイケル・ベナローヤとアンプルナ・ピクチャーズのミーガン・エリソンから資金提供を受けることとなった。2011年1月、ジェイソン・クラーク、デイン・デハーンがキャストに加わった。さらに2月、ガイ・ピアース、ゲイリー・オールドマン、ミア・ワシコウスカが加わった。

### 撮影
撮影は2011年初頭にジョージア州アトランタ近郊、ニューナン、グラントビル、ハラルソン、ラグランジュ、 キャロル郡のマッキントッシュ・パークとゲイ近郊のレッド・オーク・クリーク・カバード・ブリッジで行われた。3ヶ月間の撮影中、出演者はピーチツリー・シティのアパートに住んだ。ヒルコートとドゥロームはデジタル撮影に関してロジャー・ディーキンスやハリス・サヴィデスに相談した。彼らはアリ・アレクサ・デジタル・カメラ・システムを使うことを決め、ドゥロームは撮影中常に2台のカメラを動かしていた。

### 音楽
映画音楽はケイヴとウォーレン・エリスが作曲した。
サウンドトラック盤は2012年8月28日に発売された。
| #         | タイトル                           | 作詞・作曲                                                                         | アーティスト                                                                                        | 時間  |
| --------- | ---------------------------------- | ---------------------------------------------------------------------------------- | --------------------------------------------------------------------------------------------------- | ----- |
| 1.        | 「Fire and Brimstone」             | フレッド・リンカーン・レイ・Jr                                                     | ザ・ブートレッガース feat. マーク・ラネガン                                                         | 4:27  |
| 2.        | 「Burnin' Hell」                   | バーナード・ベスマン / ジョン・リー・フッカー                                      | ザ・ブートレッガース feat. ニック・ケイヴ                                                           | 1:56  |
| 3.        | 「Sure 'Nuff 'n Yes I Do」         | ハーブ・ベルマン / ドン・ヴァン・ヴリート                                          | ラルフ・スタンレー                                                                                  | 1:27  |
| 4.        | 「Fire in the Blood」              | ニック・ケイヴ & ウォーレン・エリス                                                | ザ・ブートレッガース feat. エミルー・ハリス                                                         | 1:10  |
| 5.        | 「White Light / White Heat」       |                                                                                    | ザ・ブートレッガース feat. マーク・ラネガン                                                         | 4:24  |
| 6.        | 「Cosmonaut」                      |                                                                                    | ザ・ブートレッガース feat. エミルー・ハリス                                                         | 3:42  |
| 7.        | 「Fire in the Blood / Snake Song」 | ニック・ケイヴ & ウォーレン・エリス / タウンズ・ヴァン・ザント                     | ザ・ブートレッガース feat. エミルー・ハリス、ニック・ケイヴ、ラルフ・スタンレー、ウォーレン・エリス | 4:25  |
| 8.        | 「So You'll Aim toward the Sky」   |                                                                                    | ザ・ブートレッガース feat. エミルー・ハリス                                                         | 5:57  |
| 9.        | 「Fire in the Blood」              | ニック・ケイヴ & ウォーレン・エリス                                                | ザ・ブートレッガース feat. エミルー・ハリス                                                         | 1:06  |
| 10.       | 「Fire and Brimstone」             |                                                                                    | ラルフ・スタンレー                                                                                  | 2:12  |
| 11.       | 「Sure 'Nuff 'n Yes I Do」         |                                                                                    | ザ・ブートレッガース feat. マーク・ラネガン                                                         | 2:35  |
| 12.       | 「White Light / White Heat」       |                                                                                    | ラルフ・スタンレー                                                                                  | 1:38  |
| 13.       | 「End Crawl」                      |                                                                                    | ニック・ケイヴ & ウォーレン・エリス                                                                 | 4:00  |
| 14.       | 「Midnight Run」                   | マーク・コプリー / ジェームズ・バーナード・ドーラン / アダム・スチュアート・レヴィ | ウィリー・ネルソン                                                                                  | 2:37  |
| 合計時間: | 合計時間:                          | 合計時間:                                                                          | 合計時間:                                                                                           | 41:36 |

## 公開

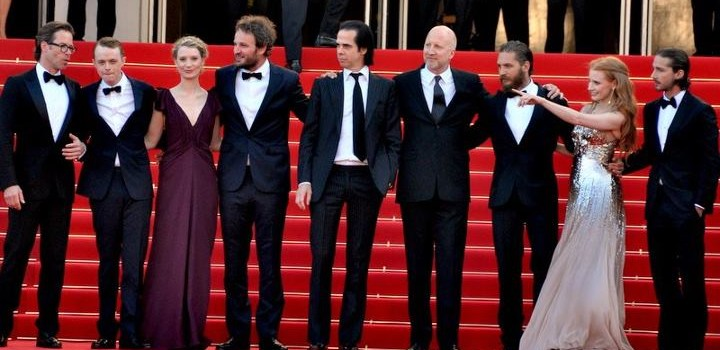
第65回カンヌ国際映画祭でのピアース、デハーン、ワシコウスカ、クラーク、ケイヴ、ヒルコート、チャステイン、ラブーフ。

2011年3月、モメンタム・ピクチャーズとその親会社のアライアンス・フィルムズはイギリスとカナダでの配給権を獲得した。同年5月、ワインスタイン・カンパニーが米国での配給権を獲得し、拡大公開を計画した。2012年3月、タイトルは『Lawless』に変更された。
2012年5月19日に第65回カンヌ国際映画祭にコンペティション部門で上映され、10分近くに及ぶスタンディングオベーションを受けた。2012年8月29日水曜、アメリカ合衆国で劇場公開された。配給のワインスタイン・カンパニーはレイバー・デーの週末にかけての口コミ効果を狙った。

## 評価

### 批評家の反応
Rotten Tomatoesでは196件のレビューで支持率は67%となった。Metacriticでは38媒体のレビューで加重平均値は58/100となった。

### 映画賞ノミネーション
| 映画祭・賞                 | 部門                                         | 対象                                                                                  | 結果       |
| -------------------------- | -------------------------------------------- | ------------------------------------------------------------------------------------- | ---------- |
| カンヌ国際映画祭           | パルム・ドール                               | ジョン・ヒルコート                                                                    | ノミネート |
| ジョージア映画批評家協会賞 | 主題歌賞                                     | "Cosmonaut" - ニック・ケイヴ、ウォーレン・エリス                                      | ノミネート |
| ジョージア映画批評家協会賞 | 主題歌賞                                     | "Fire in the Blood" - ニック・ケイヴ、ウォーレン・エリス                              | ノミネート |
| ジョージア映画批評家協会賞 | 優れたジョージア映画に対するオーグルソープ賞 | ニック・ケイヴ、ジョン・ヒルコート                                                    | ノミネート |
| サテライト賞               | 主題歌賞                                     | "Fire in the Blood/Snake Song" - ニック・ケイヴ、ウォーレン・エリス、エミルー・ハリス | ノミネート |